# بانی
بانی شهری در شهرستان بورزانگا در استان بام در بورکینافاسوی شمالی است و جمعیت آن ۱۸۵۳ نفر است.